# Drapeau araméen-syriaque
Le drapeau araméen ou drapeau syriaque-araméen (en syriaque : ܣܘܪܝܝܐ ܐܬܐ / ʾāṯā suryoyo) est le drapeau ethnique désigné pour les Araméens.

## Histoire
Le drapeau est adopté en 1980 par le journal araméen “Bahro Suryoyo” (lumière araméenne) de la fédération syriaque en Suède (en suédois : Syrianska Riksförbundet).

## Signification
À l'intention de représenter leur nation et leur patrie ainsi que les Araméens de la diaspora, le drapeau a été conçu sur la base du symbole aigle ailé, remplaçant le soleil par une torche symbolisant le Saint-Esprit dans le christianisme.